# Škarnik
Škarnik falu Horvátországban, Varasd megyében. Közigazgatásilag Varasdfürdőhöz tartozik.

## Fekvése
Varasdtól 15 km-re, községközpontjától 2 km-re délkeletre, a Bednja jobb partján fekszik.

## Története
A régészeti leletek tanúsága szerint a falu területe már az őskorban is lakott volt. A falutól délkeletre, egy kúpos meredek dombon található a Gradec nevű lelőhely. A hely teljesen feltáratlan, de a felszínen található cseréptöredékek azt jelzik, hogy ezen a helyen nagy valószínűséggel a kora vaskorból származó erőd állt. A közepes méretű erőd teraszai a letelepedésre is alkalmasak voltak. A helyszín rendkívül jó geostratégiai helyen van, mert kilátást nyújt a Bednja-völgy nagy részére. A tervszerű régészeti feltárások minden bizonnyal pontosabban meghatároznák a leletek korát.
A falunak 1857-ben 103, 1910-ben 161 lakosa volt. 1920-ig  Varasd vármegye Novi Marofi járásához tartozott, majd a Szerb-Horvát Királyság része lett. 2001-ben a falunak 33 háza és 89 lakosa volt.

## Külső hivatkozások
- Varasdfürdő hivatalos oldala
- A varasdfürdői Szent Márton plébánia blogja Archiválva 2011. augusztus 31-i dátummal a Wayback Machine-ben